# Де Мартис, Томас
Томас де Мартис де ла Роса (исп. Thomás de Martis de la Rosa; родился 26 июня 2008) — аргентинский футболист, нападающий клуба «Ланус».

## Клубная карьера
Уроженец Мар-дель-Платы (провинция Буэнос-Айрес), Томас начал футбольную карьеру в футбольной академии клуба «Ривер Плейт», а в 2019 году присоединился к академии клуба «Ланус». В 2024 году подписал свой первый профессиональный контракт. 15 августа 2025 года дебютировал в основном составе «Лануса», выйдя на замену в матче Южноамериканского кубка против клуба «Сентраль Кордова».

## Карьера в сборной
Выступал за сборные Аргентины до 15, до 16 и до 17 лет. Весной 2025 года сыграл на чемпионате Южной Америки (до 17 лет), который прошёл в Колумбии, забив на турнире 6 мячей.